# Markus Persson
Markus Alexej Perssonⓘ (wymowa w IPA: ˈmǎrːkɵs ˈpæ̌ːʂɔn), pseud. „Notch” (ur. 1 czerwca 1979) – szwedzki programista i projektant gier komputerowych, twórca gry komputerowej Minecraft oraz założyciel przedsiębiorstwa Mojang Studios.

## Życiorys

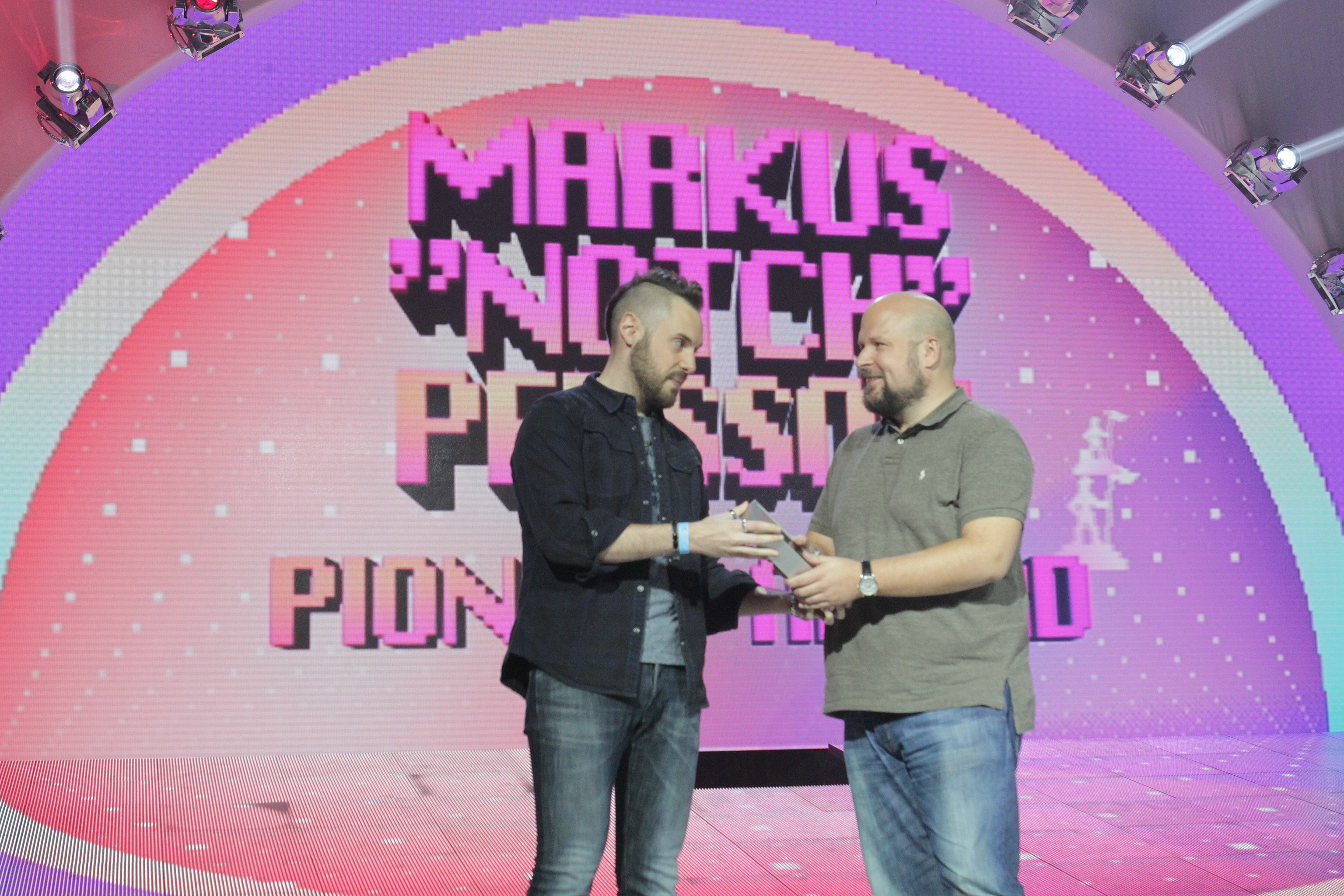
Markus Persson odbierający nagrodę podczas Game Developers Conference 2016.

Persson zaczął programować w wieku 7 lat, używając Commodore 128 swojego ojca. Pierwszą grę (tekstową grę przygodową) stworzył w wieku 8 lat z pomocą gotowych fragmentów programów z czasopism komputerowych. Później rozpoczął pracę jako twórca gier dla King.com, którą opuścił po czterech latach. W tym czasie pracował także nad grą MMORPG Wurm Online, jednak później zrezygnował z prac nad tytułem. Poza pracą bierze także udział w konkursach, w tym Ludum Dare i Java 4k Game Programming Contest.
Persson jest założycielem studia Mojang AB, gdzie kontynuował produkcję gry Minecraft. Przedsiębiorstwo opuścił w 2014 roku po wykupieniu go przez Microsoft.
Markus Persson jest członkiem stowarzyszenia Mensa oraz szwedzkiej Piratpartiet.
W lutym 2013 roku ujawnił, że wspomógł finansowo produkcję gry Age of Wonders III.

## Gry
Jest twórcą następujących gier:
- MEG4kMAN – klon Mega Mana, oferujący tradycyjną grafikę,
- Left 4k Dead – strzelanka z zombie wzorowana na Left 4 Dead,
- t4kns – strategiczna gra czasu rzeczywistego,
- Miners4k – gra wzorowana na Lemmings,
- Hunters4k – strzelanka z widokiem pierwszoosobowym,
- Dungeon4k – gra, w której eksploruje się podziemia,
- Sonic Racer 4k – gra wyścigowa,
- Dachon4k – strzelanka,
- l4krits – klon Luxora,
- Blast Passage – połączenie Bombermana i Gauntleta,
- Bunny Press – komputerowa gra logiczna,
- Breaking the Tower – wolno rozwijająca się gra strategiczna,
- Infinite Mario Bros – klon Super Mario Bros. oferujący losowo generowane poziomy,
- Metagun – gra stworzona w 48 godzin na konkurs Ludum Dare 18[9],
- Minecraft – komputerowa gra survivalowa, polegająca na jak najdłuższym przeżyciu w świecie zbudowanym z sześcianów,
- Shambles – pierwszoosobowa strzelanka, w której walczymy z zombie[10].

## Kontrowersje
Notch spotkał się z falą krytyki ze względu na swoje polityczne i społeczne wpisy na Twitterze, takie jak nazywanie feminizmu „zaburzeniem społecznym”, czy sugerowanie, że większość feministek „jest jawnie seksistowska wobec mężczyzn”. W czerwcu 2017 roku wytknięto mu wulgarne określenia w stosunku do Zoë Quinn (amerykańskiej projektantki gier komputerowych). Później w tym samym miesiącu ogłosił swoje poparcie dla dnia dumy z heteroseksualizmu, nazywając oponentów tej idei w wulgarny sposób oraz sugerując, że powinni zostać zastrzeleni.
Persson nie został zaproszony na wydarzenie zorganizowane z okazji 10. urodzin Minecrafta, Microsoft jako powód podał poglądy Notcha wypowiadane publicznie w mediach społecznościowych.